# Giuseppe Cipriani
 (avril 2020).
Si vous disposez d'ouvrages ou d'articles de référence ou si vous connaissez des sites web de qualité traitant du thème abordé ici, merci de compléter l'article en donnant les références utiles à sa vérifiabilité et en les liant à la section « Notes et références ».
Pour les articles homonymes, voir Cipriani.
Giuseppe Cipriani (né le 9 juin 1965 à Venise, en Italie) est un pilote automobile italien.
Il a couru en Auto GP, en Formule Palmer Audi et en Formula Renault 3.5 Series.
Il a également fondé l'écurie Il Barone Rampante qui a participé à la Formule 3000 de la saison 1991 à la saison saison 1993.
Il a aussi ouverts des hôtels et des restaurants durant les années 1990.
En 2016, à l'âge canonique de 50 ans, il participe au championnat de Formule V8 3.5 avec l'écurie Durango. 